# Интервидение-1967
Конкурс песни «Интервидение 1967» стал третьим конкурсом песни «Интервидение», проведённым в Чехословакии в рамках фестиваля «Интервидение — Золотой ключ». 
Международный телевизионный конкурс эстрадной песни «Интервидение — Золотой ключ» проходил 17 июня 1967 года в городе Братиславе, совместно с музыкальным фестивалем «Братиславская лира». Победителем стала Эва Пиларова с песней «Rekviem».

## Участники
В конкурсе приняли участие по одному представителю от 8 стран-членов Международной организации радиовещания и телевидения»: Болгария, Венгрия, ГДР, Польша, СССР, Финляндия, Чехословакия и Югославия. Чехословакию представляла победительница в национальном конкурсе «Братиславская лира». В программу входил концерт Ганы Гегеровой и Карела Готта. В качестве приглашённых гостей фестиваля выступили исполнители из западных стран: Сэнди Шоу (победительница конкурса песни Евровидения 1967 года) и Билл Рэмзи. 
Результаты фестиваля определяло международное жюри тайным голосованием представителей стран-участниц: занявшим первые три места артистам вручались золотой, серебряный и бронзовый ключи.
Золотой ключ получила Эва Пиларова, представлявшая Чехословакию с песней «Rekviem». Серебряный ключ, как и на конкурсе «Интервидение-1968», достался представителю Югославии Вице Вукову (участник фестивалей «Евровидение-1963» и «Евровидение-1965»). Третье место заняла Лайла Киннунен (участница фестиваля «Евровидение-1961»).
| № | Страна                                | Исполнитель         | Песня                    | Место |
| - | ------------------------------------- | ------------------- | ------------------------ | ----- |
| 1 | Народная Республика Болгария          | Маргарита Димитрова | «Пълнолуние»             |       |
| 2 | Венгерская Народная Республика        | Янош Вамоши         | «Szinyorina Budapest»    |       |
| 3 | Германская Демократическая Республика | Регина Тосс         | «Du glaubst mir nicht»   |       |
| 4 | Польская Народная Республика          | Войцех Млынарский   | «Niepokój przed podróza» |       |
| 5 | СССР                                  | Вадим Мулерман      | «Атомный век»            |       |
| 6 | Финляндия                             | Лайла Киннунен      | «Unohdusta ei ole»       | 3     |
| 7 | Чехословакия                          | Эва Пиларова        | «Rekviem»                | 1     |
| 8 | СФР Югославия                         | Вице Вуков          | «Bokeljska noć»          | 2     |